# Handelskammare
Handelskammare är en näringslivsorganisation som är öppen för medlemskap för alla företag oberoende av bransch.
Den första handelskammaren bildades 1599 i Marseille. Sveriges första handelskammare bildades i Göteborg 1661, som ett köp- och handelsgille. Handelskammare är organisationer som verkar för ett bättre företagsklimat och för ökad handel, för att förbättra infrastruktur och som kan ha uppgifter rörande besiktningar och handelsbruk. 
Handelskammare är i en del länder, bland annat Tyskland och Österrike, offentligrättsliga organisationer med obligatoriskt medlemskap för företagen i handelskammarens distrikt. I USA, Storbritannien och i de nordiska länderna har handelskammare däremot frivilligt medlemskap. Den juridiska formen varierar från land till land. 
Det finns flera specialformer av handelskammare. Bilaterala handelskammare arbetar för att främja kontakterna mellan två länder, och organiseras vad gäller svenska handelskammare inom The Swedish Chambers International (SCI). I Sverige finns på motsvarande vis t ex Tysk-Svenska Handelskammaren, American Chamber of Commerce in Sweden och Sweden Bangladesh Business Council.

## Sverige
I Regeringens proposition 1989/90:134 definieras handelskamrarna som en regionalt verksam, branschövergripande sammanslutning inom näringslivet, som skapats för att tjäna som länk mellan näringslivet och staten. 2021 ansvarar elva regionala handelskamrar för olika delar av Sverige.
I Sverige är ungefär 10 000 företag medlemmar av en handelskammare[källa behövs]. 
- Handelskammaren Jönköpings län
- Handelskammaren Mittsverige
- Handelskammaren Mälardalen
- Handelskammaren Värmland
- Mellansvenska handelskammaren
- Norrbottens handelskammare
- Stockholms handelskammare
- Sydsvenska industri- och handelskammaren
- Västerbottens handelskammare
- Västsvenska industri- och handelskammaren
- Östsvenska handelskammaren